# یونسدورف
یونسدورف (به آلمانی: Jonsdorf) یک شهر در آلمان است که در گورلیتس واقع شده‌است. یونسدورف ۱٬۸۲۵ نفر جمعیت دارد.